# 7.5 후유후유 모닝구무스메 미니!
7.5 후유후유 모닝구무스메 미니!(7.5冬冬モーニング娘。ミニ!)는 2006년 12월 13일에 발매된 모닝구무스메의 첫 번째 미니 음반이다.

## 수록곡
1. 歩いてる
작사, 작곡 : 층쿠 / 편곡 : 스즈키Daichi히데유키
2. キラキラ冬のシャイニーG (노래 : 다나카 레이나)
작사, 작곡 : 층쿠 / 편곡 : 유아사 고이치
3. 雪／愛×あなた≧好き (노래 : 다카하시 아이 with MC GAKI)
작사, 작곡 : 층쿠 / 편곡 : 다카하시 유이치
4. 寒いから冬だもん!〜どうもこうもないっすよミキティ〜 (노래 : 후지모토 미키 With 오카이 치사토(℃-ute))
작사, 작곡 : 층쿠 / 편곡 : 히라타 쇼이치로
5. コタツの歌〜jyuken story〜 (노래 : 요시자와 히토미, 니이가키 리사, 카메이 에리)
작사, 작곡 : 층쿠 / 편곡 : AKIRA
6. わ〜MERRYピンXmas! (노래 : 시게핑크, 코하핑크)
작사, 작곡 : 층쿠 / 편곡 : 구보타 가오루

## 참여 뮤지션
※괄호는 트랙 번호
- 스즈키Daichi히데유키 - 기타 (1)
- 다케가미 요시나리 - 테너 색소폰 (1)
- 다케우치 히로아키 - 코러스 (1)
- 층쿠♂ - 코러스 (1)
- CHINO - 코러스 (2, 4)
- 다카하시 유이치 - 기타 (3), 코러스 (3)
- AKIRA - 코러스 (5)
- 구보타 가오루 - 코러스 (6)

## 차트
- 주간최고순위 14위 (오리콘 차트)
- 등장 횟수 4회 (오리콘 차트)